# رامون پولو
رامون پولو (انگلیسی: Ramón Polo; ۱۳ آوریل ۱۹۰۱ – ۱۹ ژوئن ۱۹۶۶) بازیکن فوتبال اهل اسپانیا بود.
از باشگاه‌هایی که در آن بازی کرده‌است می‌توان به باشگاه فوتبال سلتاویگو اشاره کرد.
وی همچنین در تیم‌های ملی فوتبال Spain B national football team و اسپانیا بازی کرده‌است.